# Paragus kopdagensis
Paragus kopdagensis är en tvåvingeart som beskrevs av Hayat och Claussen 1997. Paragus kopdagensis ingår i släktet stäppblomflugor, och familjen blomflugor.
Artens utbredningsområde är Turkiet. Inga underarter finns listade i Catalogue of Life.